# Брунелло ді Монтальчино

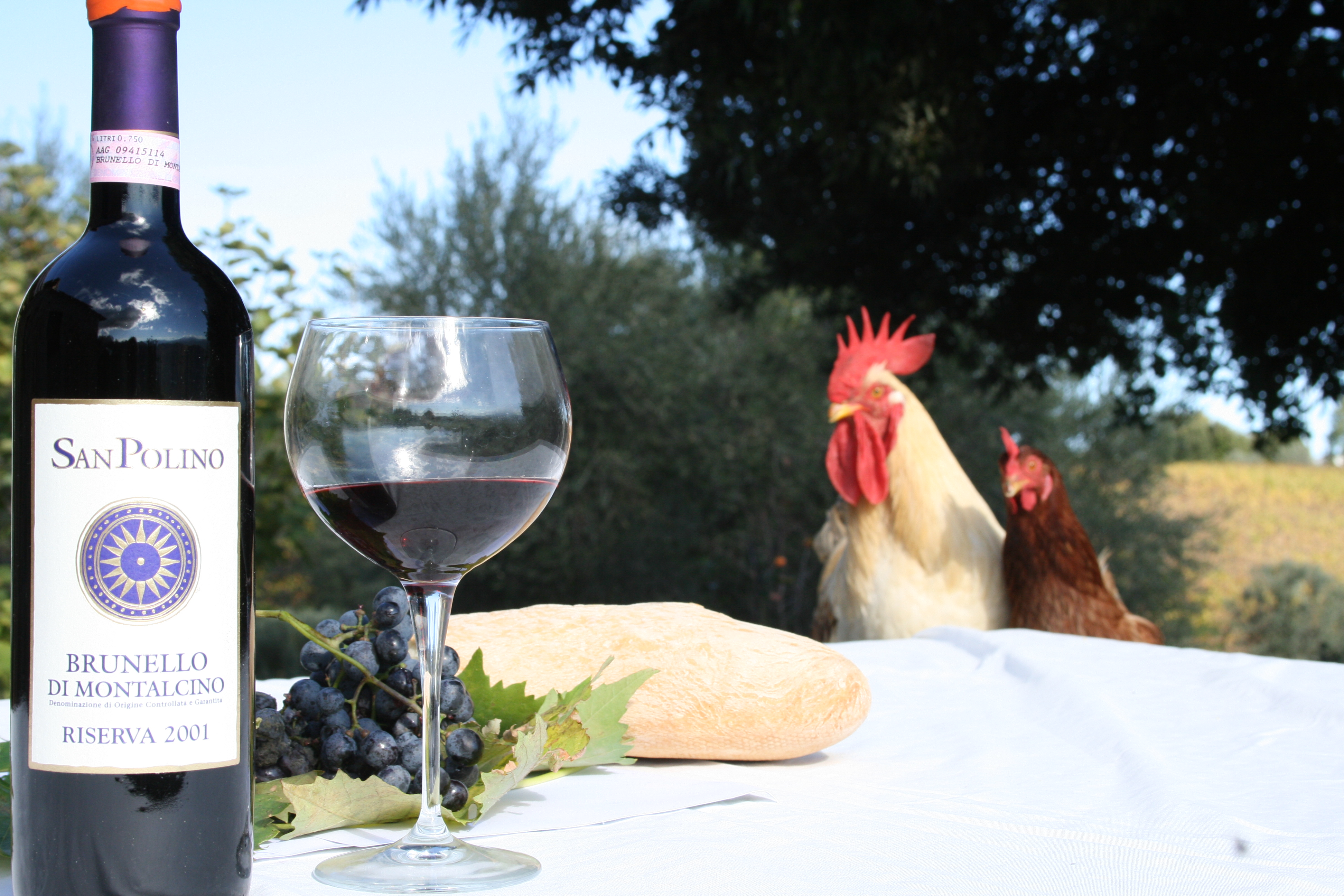
Вино Брунелло ді монтальчино

Брунелло ді монтальчино (італ. Brunello di Montalcino DOCG) — виноробна зона в італійській провінції Сієна (регіон Тоскана). Виробляється вино найвищої категорії якості, яке вважається одним з найпрестижніших тосканських вин. Виноробна зона отримала статус DOC у 1966 році, у 1980 отримала статус DOCG.

## Сорт винограду
Дозволяється виробляти вино виключно з санджовезе, без домішок інших сортів.

## Теруар
Станом на 2018 рік площа виноградників становить 1448 га. Виноградники в Монтальчино висаджують на різноманітних ґрунтах, включаючи вапняк, глину, сланцевий, вулканічний ґрунт, мергель, відомий як галестро, на висотах від 149 до 500 м. Ця різноманітність в теруарі сприяє великому діапазону якості та потенційної складності Брунелло ді Монтальчино. Місцевість має один із найтепліших і найсухіших кліматів Тоскани, виноград в цьому районі дозріває на тиждень раніше, ніж у сусідньому Монтепульчано. Це найсухіший тосканський DOCG, в якому середньорічна кількість опадів становить близько 700 мм. Як і у всій Північній півкулі, схили, що виходять на північ, отримують менше сонячного світла і, як правило, прохолодніші, ніж схили на півдні. Таким чином, виноградники, висаджені на схилах, що виходять на північ, дозрівають повільніше і, як правило, дають вина, які є більш ароматними. Виноградники на південних та західних схилах отримують більш інтенсивний вплив сонячного світла та більше морських вітрів, тут отримують вина з більшою потужністю та складністю. Найкращі виробники в регіоні мають виноградники на обох схилах та використовують поєднання обох стилів.

## Географічне розташування
Виноробна зона розташована навколо муніципалітету Монтальчино. це невелике середньовічне село, розташоване приблизно на висоті 564 метри над рівнем моря. Винний район зосереджений на північний схід від села в густо лісистій та горбистій місцевості. Монте-Аміата, найвища вершина Південної Тоскани забезпечує захист виноградників з південного сходу.

## Характеристика вина
Виробляється червоне сухе вино з досить високим вмістом спирту. Витримка вина триває мінімум 4 роки, включаючи 2 роки у діжці та 4 місяці у пляшці; для вин категорії італ. riserva, мінімум 5 років, включаючи 2 роки у бочці та 6 місяців у бутилках. Мінімальний рівень алкоголю — 12,5 %. Колір рубіново-червоний, насичений, при витримці з'являються гранатові відтінки. Запах інтенсивний характерний, ефірний. Смак сухий, насичений, гармонійний, округлий.